# 兰州广播电视台
兰州广播电视台是甘肃省省会兰州市的广播电视播出机构，由兰州市电视台和兰州市人民广播电台于2020年12月25日合并组建而成。

## 频道列表
兰州广播电视台目前有2套电视台频道和3条广播频率。

### 电视服务
兰州电视台筹建于1984年3月，随后在1985年1月1日建成试播，并于1987年10月1日正式播出。
| 頻道名稱     | 语言   | 广播格式                         | 啟播時間                                   | 频道前身 | 備註 |
| 新闻综合频道 | 普通話 | SD: PAL 576i 16:9 HD：1080i 16:9 | 1985年1月1日（试播） 1987年10月1日（开播） |          |      |
| 文旅频道     | 普通話 | SD: PAL 576i 16:9 HD：1080i 16:9 | 2001年7月1日                               | 公共频道 |      |

停播频道
- 综艺体育频道：2001年7月1日开播， 2021年9月1日停播。
- 生活经济频道：2001年7月1日开播， 2023年9月11日停播。

### 广播服务
| 頻道名稱     | 语言   | 频道频率 | 啟播時間 | 频道口号 | 频道前身 | 備註 |
| 综合广播     | 普通話 | FM97.3   |          |          |          |      |
| 交通音乐广播 | 普通話 |          |          |          |          |      |
| 生活文艺广播 | 普通話 |          |          |          |          |      |

## 电视节目
- 兰州新闻：时政类新闻节目
- 兰州零距离：民生类新闻节目，2004年5月创办开播[5][6]